# Odznaka Honorowa Węgierskiego Czerwonego Krzyża
Odznaka Honorowa Węgierskiego Czerwonego Krzyża (węg. Magyar Vöröskereszt Díszjelvénye) – węgierskie odznaczenie państwowe, nadawane w latach 1922–1945 za zasługi dla Węgierskiego Czerwonego Krzyża.
Ustanowioną 30 marca 1922 przez regenta Królestwa Węgier admirała Miklósa Horthyego odznakę podzielono na trzy stopnie/klasy:
- I – Gwiazda Zasługi (Érdemcsillag),
- II – Krzyż Zasługi (Érdemkereszt),
- III – Medal Zasługi (Érdemérem),

7 stycznia 1938 dodano dwa najniższe medale:
- IV – Srebrny Medal (Ezüstérmet),
- V – Brązowy Medal (Bronzérmet).

Gwiazdę noszono na agrafie, krzyż na szpilce, a owalne medale na białej wstążce z czerwono-zielonymi paskami wzdłuż obu krawędzi. Wstążkę wiązano w trójkąt (dla mężczyzn) lub w kokardę (dla kobiet). Medale mogły być nadane z wieńcem liści dębowych (oznaką męstwa) umieszczonych wewnątrz medalionu, na białym podwójnym krzyżu.
W kolejności starszeństwa węgierskich odznaczeń odznaka noszona była za Orderem Zasługi, a przed Medalem Pamiątkowym Wojny.
| Baretki                   | Baretki                 | Baretki                 | Baretki                 | Baretki                 | Baretki |
| ------------------------- | ----------------------- | ----------------------- | ----------------------- | ----------------------- | ------- |
| Gwiazda Zasługi           | Krzyż Zasługi           | Medal Zasługi           | Srebrny Medal           | Brązowy Medal           |         |
| Gwiazda Zasługi z wieńcem | Krzyż Zasługi z wieńcem | Medal Zasługi z wieńcem | Srebrny Medal z wieńcem | Brązowy Medal z wieńcem |         |